# يعقوب بن داود
يعقوب بن داود بن طهمان الكاتب الفارسي الوزير الكبير، الزاهد، الخاشع. كان والده كاتبا للأمير نصر بن سيار، متولي خراسان، فلما خرج هناك يحيى بن زيد بن علي بن الحسين بعد مصرع أبيه زيد، كان داود يناصح يحيى سرا، ثم قتل يحيى، وظهر أبو مسلم صاحب الدعوة، وطلب بدم يحيى، وتتبع قتلته، فجاءه داود مطمئنا إليه، فطالبه بمال، ثم أمنه، وتخرج أولاده في الآداب وهلك أبوهم، ثم أظهروا مقالة الزيدية، وانضموا إلى آل حسن، ونزحوا ظهورهم.
وجال يعقوب بن داود في البلاد، ثم صار أخوه علي بن داود كاتبا لإبراهيم بن عبد الله الثائر بالبصرة، فلما قتل إبراهيم اختفوا مدة، ثم ظفر المنصور بهذين فسجنهما، ثم استخلف المهدي فمن عليهما، وكان معهما في المطبق إسحاق بن الفضل الهاشمي فلزماه، وبقي المهدي يتطلب عيسى بن زيد بن علي، والحسن بن إبراهيم بن عبد الله بن حسن، فأخبر بأن يعقوب يدري، فأدخل عليه يعقوب في عباءة وعمامة قطن ففاتحه، فوجده من نبلاء الرجال، فسأله عن عيسى، فقيل : وعده بأن يدخل بينه وبينه، فعظمه المهدي وملأ عينه، واختص به، ولم يزل في ارتقاء، وتقدم حتى وزر له، ففوض إليه أزمة الأمور، وتمكن، فولى الزيدية المناصب، حتى قال بشار بن برد : بني أمية هبوا طال نومكم
إن الخليفة يعقوب بن داود ضاعت خلافتنا يا قوم فاطَّلبوا
خليفة الله بين الدن والعود ثم إن الخواصَّ حسدوا يعقوب، وسعوا فيه عند المهدي.
ومما عظم به يعقوب عند المهدي، أنه أحضر له الحسن بن إبراهيم بن عبد الله، فجمع بينهما بمكة، وبايعه، فتألم بنو حسن من صنيع يعقوب، وعرف هو أنهم إن ملكوا، أهلكوه، وكثرت السعاة، فمال إلى إسحاق بن الفضل، وسعوا إلى المهدي، وقالوا : الممالك في قبضة يعقوب وأصحابه، ولو كتب إليهم، لثاروا في وقت على ميعاد، فيملكوا الأرض، ويستخلف إسحاق. فملأ هذا الكلام مسامع المهدي، وقفَّ شعرُه.
فعن بعض خدم المهدي أنه كان قائما على رأس المهدي، إذ دخل يعقوب، فقال : يا أمير المؤمنين قد عرفت اضطراب أمر مصر، وأمرتني أن ألتمس لها رجلا، وقد وجدته. قال : ومن ؟ قال : ابن عمك إسحاق بن الفضل. فتغير المهدي، وفطن يعقوب فخرج. فقال المهدي : قتلني الله إن لم أقتلك. ثم نظر إلي، وقال : ويلك، اكتم هذا.
وقيل : كان يعقوب قد عرف أخلاق المهدي ونهمته في النساء، فكان يباسطه. فروى علي بن يعقوب، عن أبيه قال : بعث إليَّ المهدي فدخلت، فإذا هو في مجلس مفروش وبستان فيه من أنواع الزهر، وعنده جارية لم أر مثلها. فقال : كيف ترى؟ قلت : متع الله أمير المومنين، لم أر كاليوم. فقال : هو لك بما حوى، والجارية، ولي حاجة. قلت : الأمر لك. فحلفني بالله فحلفت، وقال ضع يدك على رأسي واحلف، ثم قال : هذا فلان من ولد فاطمة أرحني منه وأسرع. قلت : نعم، فأخذته، وذهبت بالجارية والمفارش، وأمر لي بمائة ألف، فمضيت بالجميع، فلشدة سروري بالجارية تركتها معي، وكلمت العلوي، فقال : ويحك، تلقى الله غدا بدمي، وأنا ابن بنت رسول الله -صلى الله عليه وسلم-. فقلت : هل فيك خير ؟ قال : نعم ولك عندي دعاء واستغفار. فأعطيته مالا، وهيأت معه من يوصله في الليل، فإذا الجارية قد حفظت عليَّ قولي، فبعثت به إلى المهدي، فسخرالطرق برجال، فجاءوه بالعلوي، فلما أصبحنا، دخلت على المهدي، فإذا العلوي، فبهت. فقال : حل دمك، ثم حبسني دهرا في المطبق، وأصيب بصري، وطال شعري. قال : فإني لكذلك إذ دُعي به فمضوا بي فقيل لي : سلِّمْ على أمير المؤمنين وقد عميتُ. فسلمت، فقال : من أنا ؟ قلت : المهدي. قال : رحم الله المهدي. قلت : فالهادي. قال : رحم الله الهادي. قلت : فالرشيد. قال : نعم، سل حاجتك. قلت : المجاورة بمكة. قال : نفعل، فهل غير هذا ؟ قلت : مابقي فيَّ مستمتع. قال : فراشدا. فخرجت إلى مكة. قال ابنه : فلم يطول. قلت : مات بها سنة اثنتين وثمانين ومائة.
وعن يعقوب الوزير قال : كان المهدي لا يحب النبيذ، لكنه يتفرج على غلمانه فيه فألومه، وأقول : على ماذا استوزرتني ؟ أبعد الصلوات في الجامع يشرب النبيذ عندك، وتسمع السماع ؟ فيقول : قد سمعه عبد الله بن جعفر. فأقول : ليس ذا من حسناته.
وقال عبيد الله بن يعقوب : ألحَّ أبي على المهدي في السماع وضجر من الوزارة، ونوى الترك. وكان يقول : لخمر أشربه وأتوب منه أحب إلي من الوزارة، وإني لأركب إليك يا أمير المؤمنين، فأتمنى يدا خاطئة تصيبني، فأعفني، وول من شئت، فإني أحب أن أسلِّم عليك أنا وولدي، فما أتفرغ، ولَّيتني أمور الناس، وإعطاء الجند، وليسى دنياك عوضا من ديني. فيقول : اللهم أصلح قلبه. وقال شاعر : فدع عنك يعقوب بن داود جانبا
وأقبل علي صهباء طيبة النشر ولما عزله المهدي، عزل أصحابه، وسجن عدة من آله وغلمانه وأعوانه.